# Isagoras vignieri
Isagoras vignieri är en insektsart som först beskrevs av Ludwig Redtenbacher 1906.  Isagoras vignieri ingår i släktet Isagoras och familjen Pseudophasmatidae. Inga underarter finns listade i Catalogue of Life.